# Baume-les-Dames
Baume-les-Dames település Franciaországban, Doubs megyében. Lakosainak száma 5064 fő (2022. január 1.). Baume-les-Dames Fontenotte, Pont-les-Moulins, Séchin, Silley-Bléfond, Val-de-Roulans, Villers-Saint-Martin, Voillans, Hyèvre-Paroisse, Hyèvre-Magny, Esnans, Fourbanne, Grosbois, Breconchaux, La Bretenière, Luxiol és Autechaux községekkel határos.

## Népesség
A település népességének változása:
| Lakosok száma | 4914 | 5303 | 5237 | 5349 | 5291 | 5241 | 5063 | 4989 | 4984 | 5064 |
|               | 1968 | 1982 | 1990 | 2006 | 2013 | 2015 | 2017 | 2019 | 2020 | 2022 |